# Sandra Paruszewski
Sandra Paruszewski (Schramberg, 3 novembre 1993) è una lottatrice tedesca, specializzata nella lotta libera.

## Palmarès
- Europei

Budapest 2022: bronzo nei 57 kg.